# Pleurotomella capricornea
Pleurotomella capricornea é uma espécie de gastrópode do gênero Pleurotomella, pertencente a família Raphitomidae.